# Ahrens Aircraft Corporation
Die Ahrens Aircraft Corporation wurde in Oxnard, Kalifornien, gegründet. Nachdem zuvor ein Segelflugzeug Ahrens AR 124 entwickelt und nur in zwei Exemplaren verkauft werden konnte, begann das Unternehmen im Jahr 1975 mit der Entwicklung eines STOL-Regionalverkehrs- und Frachtflugzeugs, der Ahrens AR 404. Im Zuge der Entwicklung erhielt das Unternehmen von der Regierung Puerto Ricos die Zusage, sich an den Entwicklungskosten zu beteiligen, wenn die Fertigung dort erfolgt. Einer der beiden Prototypen wurde tatsächlich dort gebaut und die Pläne zur Errichtung einer Fabrik waren weit gediehen, als Puerto Rico seine finanzielle Zusage zurückzog, sodass das Projekt aufgegeben werden musste.
Zuletzt hatte das Unternehmen seinen Sitz in Aguadilla, Puerto Rico.

## Produkte
- 1974 – Ahrens AR 124
- 1976 – Ahrens AR 404

## Weiterführende Informationen
- Gunston, Bill (1993). World Encyclopedia of Aircraft Manufacturers. Annapolis: Naval Institute Press. S. 17.
- http://www.joc.com/air-cargo/ailing-aircraft-plant-closes-puerto-rico_19891106.html